# Frida Karlsson
Pour les articles homonymes, voir Karlsson.
Frida Karlsson, née le 10 août 1999 à Sollefteå, est une fondeuse suédoise. Pour sa première participation aux championnats du monde, lors de l'édition de 2019 à Seefeld, elle remporte trois médailles, l'argent sur le dix kilomètres, l'or sur le relais 4 × 5 kilomètres, avec Ebba Andersson, Charlotte Kalla et Stina Nilsson et le bronze sur le trente kilomètres. En mars 2020, elle remporte le trente kilomètres classique d'Oslo, comptant pour la Coupe du monde. Elle ajoute trois médailles individuelles aux Championnats du monde à son palmarès lors de l'édition 2021.

## Carrière
Durant sa jeunesse, Frida Karlsson pratique l'athlétisme, courant les épreuves de demi-fond (1 500 et 3 000 mètres), avant de se concentrer exclusivement sur le ski à partir de l'âge de 17 ans.
Membre du club de sa ville natale Sollefteå, elle prend part à sa première saison officielle lors de l'hiver 2015-2016, où elle remporte deux courses nationales junior. En 2017, Karlsson remporte deux titres de championne de Suède chez les juniors sur le cinq et le dix kilomètres.
Frida Karlsson obtient ses premières médailles internationales lors de sa deuxième participation aux championnats du monde junior, lors de l'édition 2018 à Goms où elle obtient trois médailles, l'or en skiathlon et deux en bronze, sur le sprint et le relais. Peu après, elle fait ses débuts dans la Coupe de Scandinavie, sur le mini-tour de Trondheim, qu'elle achève au troisième rang. Lors de l'édition suivante des mondiaux junior à Lahti, en janvier 2019 elle remporte deux titres, le cinq kilomètres libre et le quinze kilomètres mass-start en style classique, et une médaille de bronze sur le relais. Ces résultats, ainsi que ceux obtenus sur le circuit des courses FIS disputées en Suède, lui valent une première sélection pour le circuit de la coupe du monde, lors de la dernière étape de la saison 2018-2019 précédant les Championnats du monde de Seefeld, étape disputée à Cogne en Italie. Pour sa première course, un dix kilomètres individuel, elle réalise à mi-parcours le meilleur temps, pour terminer finalement septième.

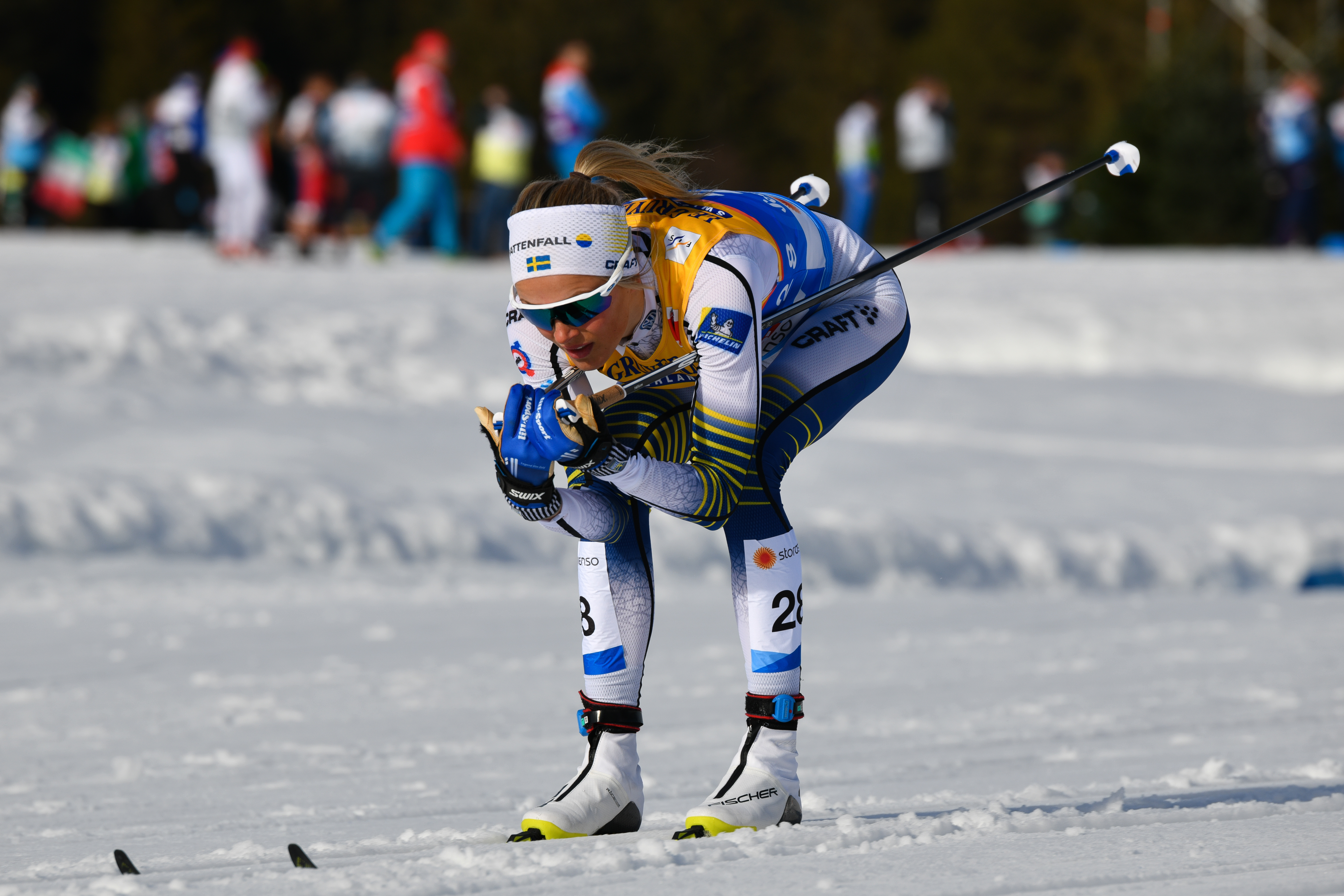
Frida Karlsson, lors du dix kilomètres des Championnats du monde 2019.

Sélectionnée pour les mondiaux, elle termine le skiathlon, sa première course, en cinquième position, à seulement une dizaine de secondes du podium. Le 26 février 2019, elle prend la deuxième place du dix kilomètres classique, 12 s derrière Therese Johaug et avec plus de 20 s d'avance sur Ingvild Flugstad Østberg, qui complète le podium. Deux jours plus tard, elle fait partie du relais, avec Ebba Andersson, Charlotte Kalla et Stina Nilsson, qui remporte le premier titre mondial suédois de relais 4 × 5 km. Sur la dernière course féminine des championnats, le trente kilomètres disputé en style libre, elle obtient la médaille de bronze, derrière les Norvégiennes Therese Johaug et Ingvild Flugstad Østberg. Elle participe ensuite aux Finales, disputées à Québec, où termine cinquième pour sa première participation à un sprint en coupe du monde et termine neuvième du classement général du mini-tour.
Elle remporte ses deux courses de rentrées à Gaellivare. Présente lors de la première compétition de la coupe du monde 2019-2020, le Ruka triple, elle termine à la huitième place du général. En décembre, la Fédération suédoise de ski annonce que Karlsson doit faire une pause dans sa saison, après un bilan de santé insuffisant. Après deux mois d'absence, elle renoue avec la coupe du monde lors du FIS Ski tour, compétition disputée en Suède et Norvège. Elle est programmée pour ne disputer que les deux premières étapes. Elle termine 19e puis 13e de ces deux courses à Östersund.
À Lahti, elle termine à la quatrième place d'un dix kilomètres remporté par Johaug devant Andersson, puis termine à la troisième avec le relais suédois le lendemain. Lors de la course la plus prestigieuse de la saison, le trente kilomètres d'Oslo, elle parvient à combler un retard important sur Johaug pour finalement la devancer au sprint.
Le début de la saison suivante la voit s'incliner face à Andersson à Bruksvallarna sur un dix kilomètres, avant de prendre sa revanche le lendemain sur la même distance mais en libre. Lors du Ruka triple, elle termine deuxième du dix kilomètres classique derrière Johaug pour ensuite réaliser le huitième temps de la poursuite du lendemain, terminant quatrième du général. Elle est absente ensuite des deux étapes suivantes, à Davos et Dresde, la Suède décidant d'imiter la Norvège et de renoncer à disputer ces compétitions. Lors du sprint libre du Val Mustair, étape d'ouverture du Tour de ski, elle termine à la quatrième place derrière Linn Svahn, Jessica Diggins et Anamarija Lampic. Le lendemain, elle termine quatrième de la mass-start, de nouveau remportée par sa compatriote puis troisième place d'une poursuite troisième d'une poursuite remportée par Diggins. Elle termine ensuite neuvième à Toblach, course disputée sous antidouleurs après une chute à son hotel. Elle termine ensuitre treizième de la poursuite puis onzième d'une mass-start en classique à Val di Fiemme. Elle décide finalement d'abandonner, souffrant de douleurs liées à une chute dans sa chambre d'hôtel. Pour son retour à la compétition, lors de l'étape de Falun, elle termine treizième d'un dix kilomètres libre, puis neuvième de la mass-start du lendemain en classique.
Aux Championnats du monde à Oberstdorf, Karlsson réalise sa meilleure série de résultats, prenant la médaille d'argent au skiathlon puis au dix kilomètres libre à chaque fois derrière Therese Johaug, ainsi que la médaille la médaille de bronze sur le trente kilomètres classique, où elle a du supporter la douleur au bras causée par une chute dans la dernière partie de course.

## Palmarès

### Jeux olympiques
| Épreuve / Édition | Sprint | Sprint    | 10 km | 10 km     | Skiathlon 2 × 7,5 km | 30 km | Relais | Relais                              |
| Épreuve / Édition | libre  | classique | libre | classique | Skiathlon 2 × 7,5 km | 30 km | Sprint | 4 × 5 km                            |
| JO 2022 Pékin     |        |           |       |           | 5e                   |       |        | Médaille de bronze, Jeux olympiques |

Légende :
- : première place, médaille d'or
- : deuxième place, médaille d'argent
- : troisième place, médaille de bronze
- : pas d'épreuve
- — : Non disputée par Karlsson

### Championnats du monde
| Épreuve / Édition        | Sprint                           | Sprint                           | 10 km                            | 10 km                            | Skiathlon 2 × 7,5 km     | 30 km / 50 km             | Relais | Relais                    |
| Épreuve / Édition        | libre                            | classique                        | libre                            | classique                        | Skiathlon 2 × 7,5 km     | 30 km / 50 km             | Sprint | 4 × 5 km / 7.5 km         |
| Mondiaux 2019 Seefeld    | —                                | Épreuve inexistante à cette date | Épreuve inexistante à cette date | Médaille d'argent, monde         | 5e                       | Médaille de bronze, monde | —      | Médaille d'or, monde      |
| Mondiaux 2021 Oberstdorf | Épreuve inexistante à cette date | —                                | Médaille d'argent, monde         | Épreuve inexistante à cette date | Médaille d'argent, monde | Médaille de bronze, monde | —      | 6e                        |
| Mondiaux 2023 Planica    | Épreuve inexistante à cette date | —                                | Médaille d'argent, monde         | Épreuve inexistante à cette date | Médaille d'argent, monde | Médaille de bronze, monde | —      | Médaille de bronze, monde |
| Mondiaux 2025 Trondheim  |                                  | Épreuve inexistante à cette date | Épreuve inexistante à cette date | Médaille de bronze, monde        |                          | Médaille d'or, monde      |        | Médaille d'or, monde      |

Légende :
- : première place, médaille d'or
- : deuxième place, médaille d'argent
- : troisième place, médaille de bronze
- : pas d'épreuve
- — : Non disputée par Karlsson

### Coupe du monde
- Meilleur classement général : 3e en 2024.
- 19 podiums individuel : 11 victoires.
- 3 podiums en relais : 1 victoire, 1 deuxième place et 1 troisième place.
- 2 podiums en épreuve par équipes mixte : 1 victoire et 1 troisième place.

#### Courses à étapes
- 8 podiums, dont 2 victoires d'étapes.
- Tour de ski : Vainqueur du Tour de Ski 2023.
  - 3 victoires, 3 deuxièmes places et 2 troisièmes places.
- Nordic Opening : 
  - 1 deuxième place.

#### Détail des victoires
| Épreuve / Édition | Sprint | Sprint    | 10 km       | 10 km     | Skiathlon 2 × 7,5 km | 15 km   | 15 km       | 30 km | Tour de ski ou Nordic Opening |
| Épreuve / Édition | libre  | classique | libre       | classique | Skiathlon 2 × 7,5 km | libre   | classique   | 30 km | Tour de ski ou Nordic Opening |
| 2019-20           |        |           |             |           |                      |         |             | Oslo  |                               |
| 2021-22           |        |           | Lillehammer | Ruka      |                      |         |             |       |                               |
| Épreuve / Édition | Sprint | Sprint    | 10 km       | 10 km     | Skiathlon 2 × 7,5 km | 20 km   | 20 km       | 50 km | Tour de ski ou Nordic Opening |
| Épreuve / Édition | libre  | classique | libre       | classique | Skiathlon 2 × 7,5 km | libre   | classique   | 50 km | Tour de ski ou Nordic Opening |
| 2022-23           |        |           |             |           |                      | Ruka    | Lillehammer |       | Tour de Ski                   |
| 2023-24           |        |           |             |           |                      | Canmore | Oberhof     | Oslo  |                               |
| 2024-25           |        |           |             | Ruka      |                      |         | Les Rousses |       |                               |

##### Victoires d'étapes
| Date           | Lieu       | pays      | Compétition | Discipline  |
| -------------- | ---------- | --------- | ----------- | ----------- |
| 3 janvier 2023 | Oberstdorf | Allemagne | Tour de Ski | 10 km TC    |
| 4 janvier 2023 | Oberstdorf | Allemagne | Tour de Ski | 20 km TL HS |

Légende :

TC = classique

TL = libre

MS = départ en masse

HS = départ avec handicap

PU = poursuite

#### Classements en Coupe du monde
| Saison / Épreuve | Saison / Épreuve | Général | Général | Distance | Distance | Sprint | Sprint |         | Tour de ski depuis 2007          | Finales depuis 2008 | Nordic Opening depuis 2011 |
| Saison / Épreuve | Saison / Épreuve | Class.  | Points  | Class.   | Points   | Class. | Points |         | Tour de ski depuis 2007          | Finales depuis 2008 | Nordic Opening depuis 2011 |
| ---------------- | ---------------- | ------- | ------- | -------- | -------- | ------ | ------ | ------- | -------------------------------- | ------------------- | -------------------------- |
| 2019             | 2019             | 40e     | 169     | 39e      | 74       | 41e    | 37     | —       | 9e                               | —                   |                            |
| 2020             | 2020             | 22e     | 376     | 15e      | 312      | —      | —      | —       | Épreuve inexistante à cette date | 8e                  |                            |
| 2021             | 2021             | 16e     | 435     | 12e      | 279      | 27e    | 56     | Abandon |                                  | 4e                  |                            |

### Championnats du monde juniors
Frida Karlsson participe à trois éditions des championnats du monde junior, de 2017 à 2019. elle remporte un total de six médailles, trois lors de l'édition de 2018 à Goms, l'or en kiathlon et deux en bronze, sur le sprint et le relais, et trois lors de l'édition de 2019 à Lahti avec l'or sur le cinq kilomètres libre et quinze kilomètres mass-start en style classique, et une médaille de bronze sur le relais.
| Épreuve / Édition            | Sprint                           | Sprint                           | 5 km                             | 5 km                             | 15 km Classique                  | Skiathon                         | Relais                    |
| Épreuve / Édition            | libre                            | classique                        | libre                            | classique                        | 15 km Classique                  | Skiathon                         | Relais                    |
| Mondiaux 2017 Soldier Hollow | Épreuve inexistante à cette date | 23e                              | —                                | Épreuve inexistante à cette date | Épreuve inexistante à cette date | DNF                              | 5e                        |
| Mondiaux 2018 Goms           | Médaille de bronze, monde        | Épreuve inexistante à cette date | Épreuve inexistante à cette date | 7e                               | Épreuve inexistante à cette date | Médaille d'or, monde             | Médaille de bronze, monde |
| Mondiaux 2019 Lahti          | Épreuve inexistante à cette date | 5e                               | Médaille d'or, monde             | Épreuve inexistante à cette date | Médaille d'or, monde             | Épreuve inexistante à cette date | Médaille de bronze, monde |

Légende :
- : première place, médaille d'or
- : troisième place, médaille de bronze
- : pas d'épreuve
- — : Non disputée par Karlsson

### Coupe de Scandinavie
- 2 victoires.